# Уилл, Брэд
Брэдли Роланд Уилл (англ. Bradley Roland Will; 14 июня 1970 — 27 октября 2006) — американский активист анархистского толка, видеооператор и гражданский журналист. Он был связан с Indymedia. 27 октября 2006 года Брэд Уилл был убит во время трудового конфликта в мексиканском городе Оахака, который он освещал — вероятно, его застрелили боевики проправительственных военизированных формирований.

## Биография

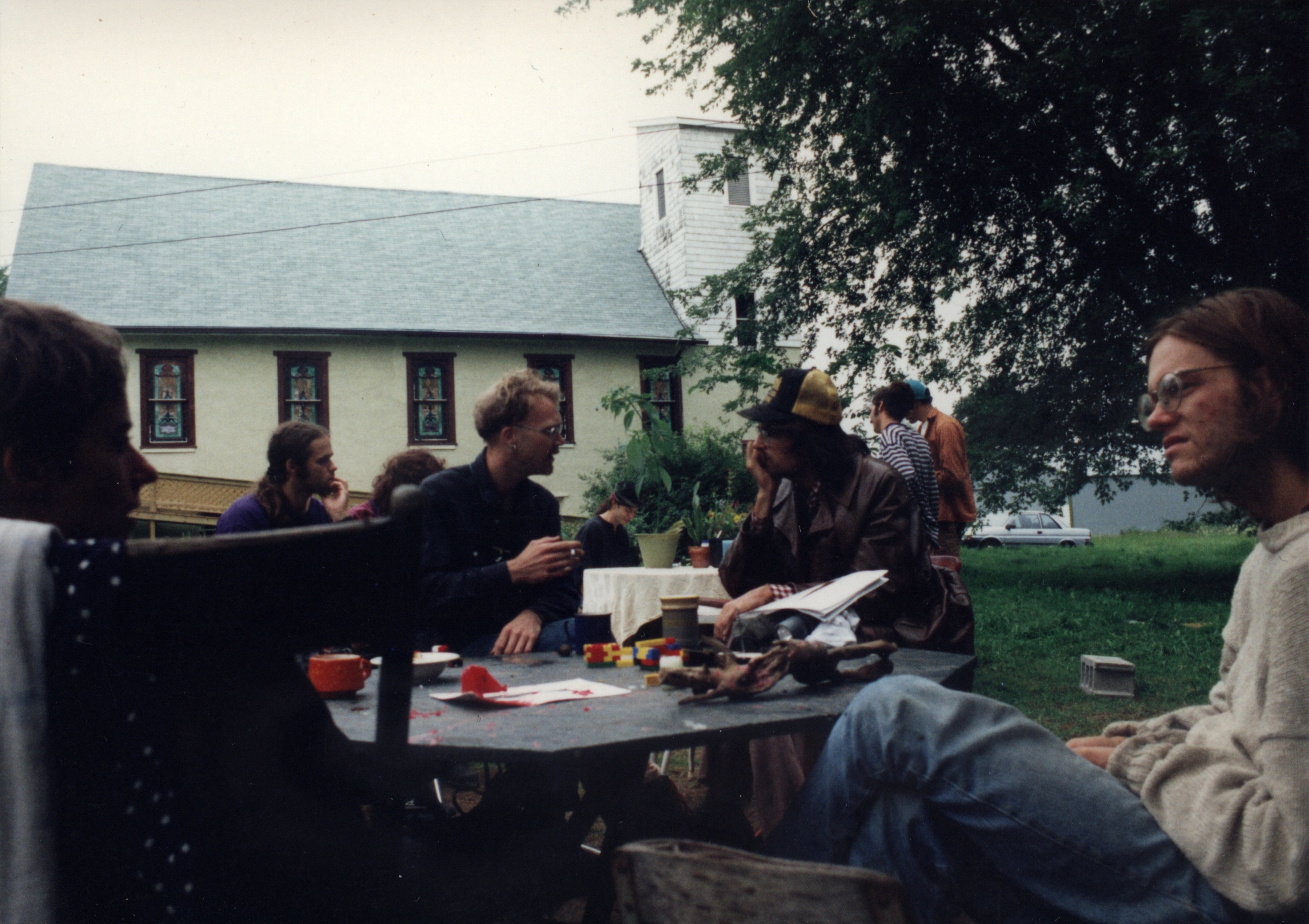
Брэд Уилл (крайний справа) в Dreamtime Village, около 1993 года

### Ранние годы
Уилл родился в Эванстоне (штат Иллинойс) и вырос в Кенилворте. Он окончил среднюю школу Нью-Трир в 1988 году, затем поступил в колледж Аллегейни в Мидвилле (штат Пенсильвания), где получил степень бакалавра по английскому языку.
Начиная с лета 1991 года, он регулярно посещал Школу бестелесной поэтики Джека Керуака (летнюю писательскую программу Университета Наропы) и был ассистентом преподавателя Питера Лэмборна Уилсона (также известного как Хаким Бей). В 1995 году, проведя некоторое время в «Dreamtime Village» на юго-западе Висконсина, он переехал на Манхэттен, где поселился в Нижнем Ист-Сайде, а затем в Уильямсбурге (Бруклин).

### Активизм
Во время учёбы в Наропе Уилл принял участие в сатирическом перформансе в Боулдере (штат Колорадо), изображающем церемонию однополого бракосочетания, которую провёл «рукоположенный священник Церкви Вселенской Жизни» Хаким Бей. Действо, прошедшее перед мероприятием гомофобной религиозной организации «Хранители обещаний», было призвано высмеять консервативную христианскую общину Колорадо и предложенную поправку к конституции штата, ограничивающую права ЛГБТ.
Живя в Нью-Йорке, Уилл участвовал в сквоттерском движении Нижнего Ист-Сайда и практиковал фриганизм — движение за жизнь вне рамок экономической системы, включающее сбор и употребление в пищу продуктов питания, выброшенных магазинами и производителями. Он боролся с уничтожением общественных садов, включая сад с муралами в Нижнем Ист-Сайде, названный в честь бразильского активиста Чико Мендеса. Уилл активно участвовал в протестах по всей стране, в основном связанных с социальной справедливостью и правами человека. Он присоединился к таким экологическим движениям, как Earth First! и Fall Creek Tree Village в Национальном лесу Уилламетт близ города Юджин (штат Орегон).
Уилл приобрёл известность благодаря своим усилиям по предотвращению сноса сквота на Пятой улице в Нижнем Ист-Сайде, в котором располагались кафе, место для встреч и концертная площадка. Когда строительные бригады прибыли к зданию, чтобы начать снос, он стоял на крыше, размахивая руками и сумел приостановить процесс, но в конечном итоге городские власти сравняли здание с землёй.

### Журналистика
Уилл был сторонником антикорпоративных СМИ и вёл собственную программу на пиратской радиостанции Steal This Radio, базирующейся в Нижнем Ист-Сайде. Он был участником Direct Action Network (DAN) и Независимого медиа-центра (Indymedia, IMC) в Нью-Йорке.
В позднейшие годы Уилл начал записывать документальные видеоролики и выкладывать их в интернет через сеть веб-сайтов Indymedia. Летом 2006 года Уилл продолжал снимать на видео демонстрации, включая протест 15 июня у мексиканского консульства в ответ на вторжение полиции в палаточный лагерь бастующих учителей. 29 июня он помог организовать протест в торговом центре Manhattan Mall против Victoria’s Secret, тратящей огромные ресурсы на печать рассылаемых по почте каталогов, и записал его на видео. Он также снял уличное представление группы A for Anarchy после выхода фильма «V for Vendetta». На момент своей гибели он работал над документальным фильмом о фолк-панк-музыке.

### Альтерглобализм
В 1998 году он и его партнерша Хейзел выступали на еженедельном форуме активистов Ecosaloon. Их презентация связала борьбу в защиту лесов Тихоокеанского Северо-Запада с борьбой против джентрификации Нижнего Ист-Сайда Манхэттена. Приобщившись к организации Дня отказа от покупок и протеста «Верните себе улицы» на Таймс-сквер, Уилл отправился в Сиэтл на альтерглобалистские протесты 1999 года против ВТО.
В 2000 году, во время визита в Чехию, Уилл принял участие в акции протеста в Праге против саммита Международного валютного фонда. Позже, участвуя в антиглобалистском движении, он путешествовал по Южной Америке. В ходе этой поездки он посетил Эквадор, Аргентину, Чьяпас и Бразилию.

## Гибель

### Убийство в Оахаке
Въехав в Мексику по туристической визе в начале октября 2006 года, Уилл прибыл в город Оахака, чтобы задокументировать забастовку учителей, вылившуюся в эксперимент общественного самоуправления Народной ассамблеи народов Оахаки (АРРО).
27 октября, когда он снимал видео у баррикады, воздвигнутой протестующими, в него дважды выстрелили. В последние несколько минут видео, снятого перед выстрелом, слышны голоса, требующие прекратить съемку. В последние секунды видео голос по-испански отчитывает Уилла за то, что тот не выключил камеру. Затем слышен выстрел, крик, камера опускается на землю, и видео заканчивается.
Раненный Уилл умер, когда его выносили в поисках медицинской помощи. В тот день погибли ещё вое других гражданских, Эстебан Сурита Лопес и учитель Эмилио Алонсо Фабиан, и ещё ряд людей получили ранения. В конечном итоге при подавлении протестов в Оахаке 2006 года были убиты 26 протестующих. Комиссия по установлению истины позже квалифицировала гибель североамериканского репортёра как «внесудебную казнь».
На пресс-конференции 29 октября 2006 года мэр Оахаки Мануэль Мартинес заявил, что в связи со стрельбой были задержаны четверо мужчин — все они местные должностные лица.

### Реакция
Позднее в день стрельбы аэропорт Оахаки был закрыт для коммерческих рейсов, поскольку прибыла федеральная полиция для восстановления контроля над городом. Для оказания разведывательной поддержки полиции (но не для прямого столкновения с протестующими) также была мобилизована армия. Представители APPO заявили о намерении противостоять вооружённому ответу правительства на кризис. В начале ноября продолжались ожесточённые столкновения между протестующими и полицией. Правительство утверждало, якобы федеральная полиция, вошедшая в Оахаку, была безоружной.

30 октября более 200 протестующих собрались у здания мексиканского консульства в Нью-Йорке, чтобы выразить сожаление и протест по поводу убийства Уилла и протестующих, требуя прекращения насилия. Протест был организован общественной организацией «Друзья Брэда Уилла», названной в его честь.

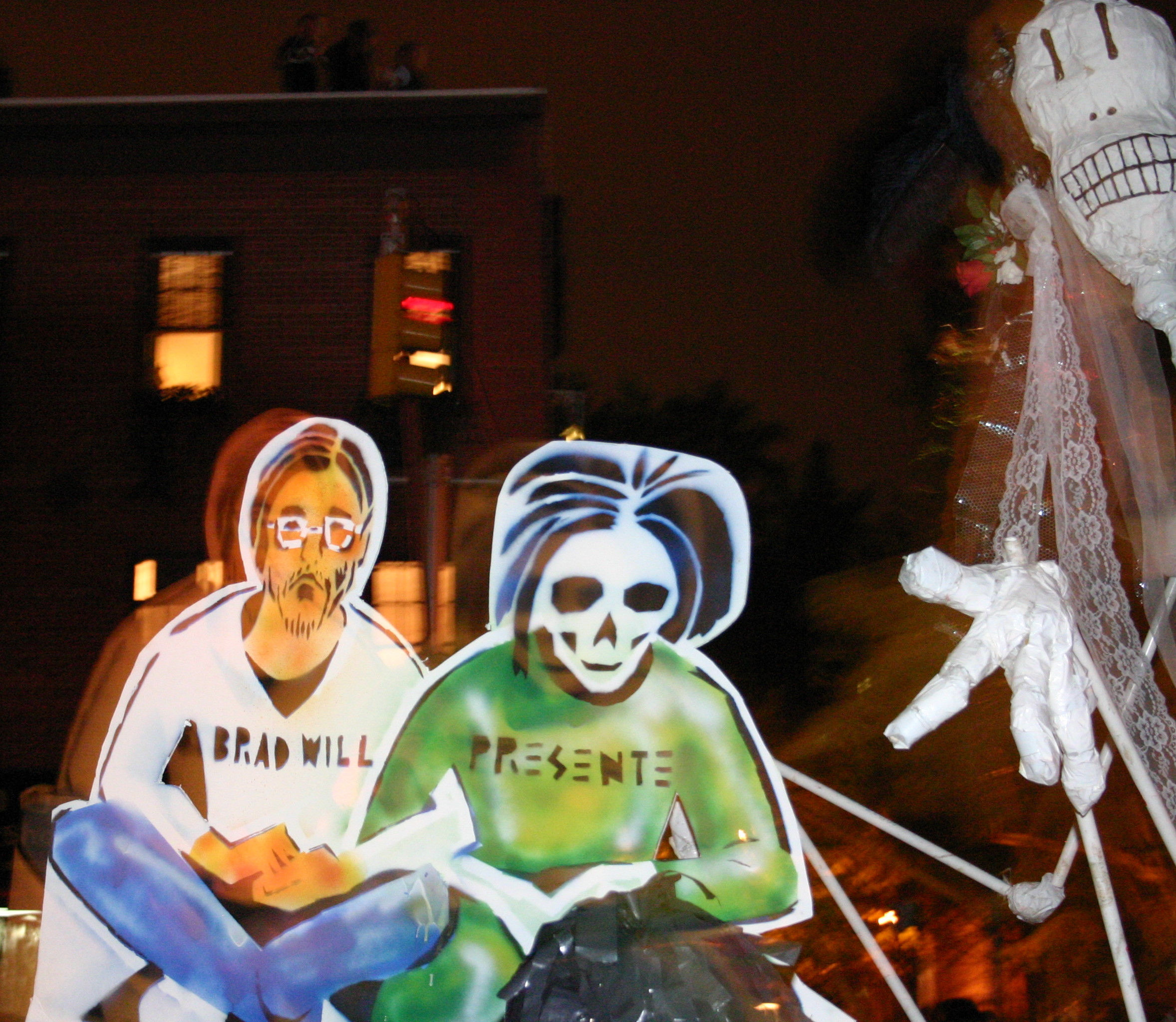
Изображение Уилла на параде в честь Хэллоуина в Нью-Йорке в 2006 году.

30 октября Комитет по защите журналистов направил генеральному прокурору Мексики открытое письмо с призывом к мексиканскому правительству начать расследование гибели Уилла. Независимый прокурор Дэвид Вега Вера занялся сбором информации по этому делу.
11-12 ноября 2006 года организация «Друзья Брэда Уилла» организовала в Нью-Йорке собрание, чтобы почтить память Уилла. Мероприятие включало поминальную службу в церкви Святого Марка в Бауэри, на которой присутствовало 250 человек, а также выступления и концерт. У церкви был выставлен ассортимент фриганской еды, а также груда личных вещей Уилла, которые собравшимся настоятельно рекомендовалось забрать. За этим последовало шествие по Ист-Виллидж. Дойдя до бывшего сквота Чарас/Эль-Бохио, они нанесли граффити, зажгли огненные болас и покатались на велосипедах.
Певец-анархист Дэвид Ровикс посвятил жизни и гибели Уилла песню под названием «Брэд».
В 2008 году Indymedia и Брэд Уилл (посмертно) были награждены Медалью сопротивления имени Чико Мендеса.

### Видео
- Последняя видеозапись Уилла о забастовке педагогов Оахаки (Brad Will's last video footage, 2006 Oaxaca teachers' strike) на YouTube
- Brad Will In His Own Words, archival Footage of Will discussing the importance of community media and the struggle against NYC demolition of a lower east side squat (via Democracy Now!)
- Brad Will 1970—2006, friends remember Indymedia journalist and activist killed in Oaxaca (via Democracy Now!)